# Isaac Alfaro
Isaac Alfaro, né le 3 juin 1919 et décédé le 23 février 1999, est un ancien joueur mexicain de basket-ball.